# اچ‌ام‌اس آژاکس (۱۸۸۰)
اچ‌ام‌اس آژاکس (۱۸۸۰) (به انگلیسی: HMS Ajax (1880)) یک کشتی بود که طول آن ۳۰۰ فوت ۹ اینچ (۹۱٫۶۷ متر) بود. این کشتی در سال ۱۸۸۰ ساخته شد.